# La Neuville-Chant-d'Oisel

La Neuville-Chant-d'Oisel este o comună în departamentul Seine-Maritime, Franța. În 1 ianuarie 2022 avea o populație de 2.376 de locuitori.